# فرانشيسكا ديلارا
فرانشيسكا ديلارا (بالإيطالية: Francesca Dellera)‏ هي عارضة وممثلة إيطالية، ولدت في 2 أكتوبر 1965 بلاتينا في إيطاليا.

## وصلات خارجية
- فرانشيسكا ديلارا على موقع IMDb (الإنجليزية)
- فرانشيسكا ديلارا على موقع ألو سيني (الفرنسية)
- فرانشيسكا ديلارا على موقع أول موفي (الإنجليزية)
- فرانشيسكا ديلارا على موقع قاعدة بيانات الفيلم (الإنجليزية)
- فرانشيسكا ديلارا على موقع كينوبويسك (الروسية)